# Julien Benda
Julien Benda (París, 26 de diciembre de 1867 - Fontenay-aux-Roses, 7 de junio de 1956) fue un filósofo y escritor francés.
Partidario del intelecto comprometido y del racionalismo se opuso a Henri Bergson que defendía la intuición. Era contrario a las teorías religiosas y también a la corriente existencialista.
En 1907 publica en Les Cahiers de la quinzeine su primera novela, titulada La Ordenación.
Al final de su vida se comprometió en favor del comunismo.

## Obras
- Dialogues à Byzance, la Revue blanche, 1900
- Mon premier testament, Cahiers de la quinzaine, 1910
- Dialogue d'Eleuthère, Cahiers de la quinzaine, 1911
- L'Ordination, Cahiers de la quinzaine, 1911
- Le Bergsonisme, ou Une philosophie de la mobilité, Mercure de France, 1912
- Une philosophie pathétique, Cahiers de la quinzaine, 1913
- Sur le succès du bergsonisme. Précédé d'une Réponse aux défenseurs de la doctrine', Mercure de France, 1914
- Les sentiments de Critias, Emile-Paul frères, 1917
- Belphégor : essai sur l'esthétique de la présente société française, Emile-Paul frères, 1918
- Les Amorandes, Emile-Paul frères,  1921
- Le Bouquet de Glycère, trois dialogues, Emile-Paul frères,  1921
- La croix de roses ; précédé d'un dialogue d'Eleuthère avec l'auteur, Grasset, 1923
- Billets de Sirius, Le Divan, 1925
- Lettres à Mélisande pour son éducation philosophique, Le livre, 1925
- Pour les vieux garçons, Emile-Paul frères, 1926
- La traición de los intelectuales, Barcelona, Galaxia Gutenberg, 2008
  - Traducción de: La Trahison des clercs, Grasset, 1927
- Les Amants de Tibur, Grasset, 1928
- Cléanthis ou Du beau et de l'actuel, Grasset, 1928
- Properce, ou, Les amants de Tibur', Grasset, 1928
- Supplément à De l'esprit de faction de Saint-Evremond, éditions du Trianon, 1929
- Appositions, La Nouvelle Revue Française, 1930
- Esquisse d'une histoire des Français dans leur volonté d'être une nation, Gallimard, 1932
- Discours à la nation européenne, Gallimard, 1933
- La jeunesse d'un clerc, Gallimard, 1936
- Précision (1930-1937), Gallimard, 1937
- Un régulier dans le siècle, Gallimard, 1938
- La grande épreuve des démocraties : essai sur les principes démocratiques : leur nature, leur histoire, leur valeur philosophique, Editions de la Maison Française, 1942
- Un Antisémite sincère, Comité nationale des écrivains, 1944
- El triunfo de la literatura pura o la Francia bizantina: Mallarmé, Gide, Prous, Valéry, Alain, Giraudoux, Suarés, los surrealistas, ensayo de una psicología original del literario, Buenos Aires, Argos, 1948 (
  - Traducción de: La France byzantine, ou, Le triomphe de la littérature pure : Mallarmé, Gide, Proust, Valéry, Alain Giraudoux, Suarès, les Surréalistes : essai d'une psychologie originelle du littérateur, Gallimard, 1945
- Exercice d'un enterré vif, juin 1940-août 1944, Editions des trois collines, 1945
- Du Poétique selon l'humanité, non selon les poètes, Editions des trois collines, 1946
- Non possumus. À propos d'une certaine poésie moderne,Editions de la nouvelle Revue Critique, 1946
- Le rapport d'Uriel, Flammarion, 1946
- Tradición del existencialismo o las filosofías de la vida, Buenos Aires, Siglo XX, 1958 
  - Traducción de: Tradition de l'existentialisme, ou, Les philosophies de la vie, Grasset 1947)
- Trois idoles romantiques : le dynamisme, l'existentialisme, la dialectique matérialiste, Mont-Blanc, 1948
- Du style d'idées : réflexions sur la pensée, sa nature, ses réalisations, sa valeur morale, Gallimard, 1948
- Deux croisades pour la paix juridique et sentimentale, Editions du temple, 1948
- Songe d'Éleuthère,  Grasset , 1949
- Les cahiers d'un clerc, 1936-1949, Emile-Paul frères, 1950
- De Quelques constantes de l'esprit humain, critique du mobilisme contemporain, Bergson, Brunschvieg, Boutroux, Le Roy, Bachelard, Rougier, Gallimard, 1950
- Memorias de un intelectual, Madrid, Espasa, 2005
  - Traducción de: Mémoires d'infra-tombe, Juillard, 1952

### Ediciones en español
- Julien Benda (2008). La traición de los intelectuales. Galaxia Gutenberg. ISBN 9788481097764.
- Julien Benda (2005). Memorias de un intelectual. Espasa. ISBN 978-84-670-1672-7.